# Bloque de firma

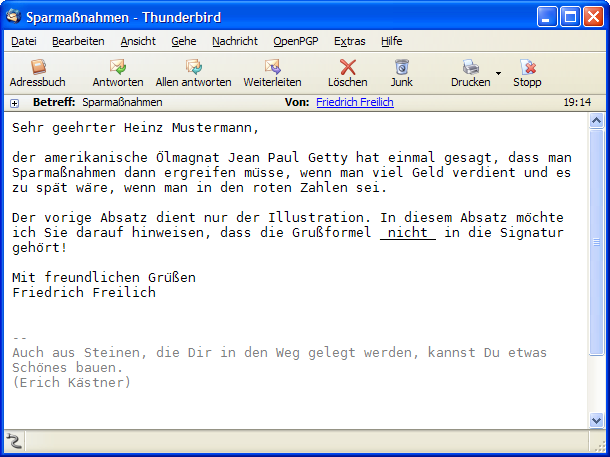
Correo electrónico con una firma de color diferente en Mozilla Thunderbird.

Un bloque de firma (a menudo abreviado como firma a secas, bloq. de firma, archivo de firma, .sig, siggy o simplemente sig) es un bloque de texto personalizado que se añade automáticamente al final de un mensaje de correo electrónico, artículo de Usenet o publicación en un foro.

## Correo electrónico y Usenet
Una firma de correo electrónico es un bloque de texto añadido al final de un mensaje de correo electrónico que suele contener el nombre, la dirección, el número de teléfono, el descargo de responsabilidad u otra información de contacto del remitente.
Las prácticas «tradicionales» culturales de Internet acostumbran a contener texto ASCII monoespaciado porque son anteriores a MIME y al uso de HTML en el correo electrónico. En esta tradición, es una práctica común que un bloque de firma consista en una o más líneas que contengan información breve sobre el autor del mensaje, como número de teléfono y dirección de correo electrónico, URL de sitios propiedad del autor o favorecidos por él, pero también puede ser una cita (ocasionalmente generada automáticamente por herramientas como Fortune) o una imagen artística ASCII.
```
  |\_/|        ****************************    (\_/)
 / @ @ \       * «Purrrfectamente puesto» *   (='.'=)
( > º < )      *       Poppy Prinz        *   (")_(")
 `
>
>
x
<
<
´       *   (pprinz@ejemplo.com)   *
 /  O  \       ****************************
```

Ejemplo de bloque de firma utilizando arte ASCII.

### Generador de firmas de correo electrónico
Un generador de firmas de correo electrónico es una aplicación que permite a los usuarios crear una firma para utilizar en su correo electrónico, diseñada a partir de una plantilla prefabricada (sin necesidad de conocimientos de codificación HTML).

### Firmas en publicaciones de Usenet
Los bloques de firmas también se utilizan en el sistema de fors de discusiones en Usenet.

...no es necesario utilizar ningún (como tu dices)
«hack de rendimiento», porque lo importante es tener un
buen sistema operativo, no un juguete.

=-=-=-=-=-=-=-=-=-=-=-=-=-=-=-=-=-=-=-=-=-=-=-=-=-=-=-=-=-=-=-=-=-=-=
Theodore Ts'o				bloom-beacon!mit-athena!tytso
308 High St., Medford, MA 02155		ty...@athena.mit.edu
   ¡Juegan de muchas formas, pero cada uno con sus normas!
«adaptación del ejemplo real de Theodore Ts'o durante el debate Tanenbaum–Torvalds»<ref name='obf'>

## Foros de Internet
En los foros web, las reglas suelen ser menos estrictas sobre cómo se crean los bloques de firma, ya que los navegadores web normalmente no funcionan con las mismas restricciones que las aplicaciones de interfaz de texto. Los usuarios normalmente definirán su firma como parte de su perfil. Dependiendo de las capacidades del tablero, las firmas pueden variar desde una simple línea o dos de texto hasta una pieza HTML elaborada. Incluso también se permiten imágenes, incluidas las que se actualizan dinámicamente, alojándose de forma remota, y que se modifican mediante un script del servidor. En algunos casos, los avatares pueden absorber esta función de la firma.